# Церковь Святой Милдрит (Кентербери)
Церковь Святой Милдрит - англосаксонская каменная церковь в Кентербери. Время постройки датируется XI веком. Здание церкви было занесено в список объектов культурного наследия Великобритании I класса в 1949 году. Расположена в квартале Святой Милдрит в историческом центре города. Это единственная сохранившаяся до наших дней церковь в бывших городских стенах, построенная до норманнского завоевания.

## История
Дата основания церкви неизвестна. Однако два нефа её стены атрибутируются как построенные до 1066 года. Считается, что алтарь церкви тоже имеет черты англосаксонский культуры. Мощи святой Милдрит, которая умерла в VIII веке, были перенесены из Кентерберийского собора в аббатство Святого Августина в середине 11-го века, и поэтому считается, что вероятно церковь была построена в это же время.
Церковь Св. Милдрит имеет неф с пятью пролётами  и алтарь с двумя пролётами. Нефы и часовни датируется между 13-м веком и 1512 годом. В 1861 году здание прошло через капитальный ремонт.
Церковь принадлежала аббатству Святого Августина до тех пор, пока оно не было секуляризовано в 1538 году, и с тех пор оно принадлежало короне.

### Церковь сегодня
Церковь Святой Милдрит в настоящее время является частью бенефиция Святого Дунстана, Святой Милдрит и Святого Петра, Кентербери диоцеза Кентербери. Клир придерживается англокатолической традиции.